# 岡村慶太
岡村 慶太（おかむら けいた、1988年2月8日 - ）は、福岡県出身の競艇選手。登録番号4545。身長167cm。血液型A型。104期。福岡支部所属。弟に岡村将也（登録番号4709）、叔父に元競艇選手の岡村利継（登録番号2805）、同期に坪口竜也、浜田亜理沙、竹井奈美らがいる。

## 来歴
- やまと競艇学校時代、リーグ戦勝率5.86（準優出4　優出4）の成績を残した。
- 2009年5月6日、若松競艇場でデビュー（4着）。8日、3日目1Rで初勝利（4走目）。10日、5日目11Rで初準優出（6着）を果たした。
- 2011年4月26日、児島競艇場での「東日本大震災 被災地支援競走 デイリースポーツ杯」で初優出（6着）。

## 人物
- 内側のコースが有利の中で、積極的にアウトコースをとり、アウトコースから攻めるレーススタイルを得意としている（ただ、新人選手はなかなかインに入らせてもらいにくく、デビュー期はアウトから攻めることが多い）。最近は、コースを主張することが多い。
- 初勝利は、104期の中で一番早く初1着をとり水神祭をあげている。そして、このデビュー節での準優出でも同期の中で一番早かった。